# Novafroneta parmulata
Novafroneta parmulata là một loài nhện trong họ Linyphiidae.
Loài này thuộc chi Novafroneta. Novafroneta parmulata được A. David Blest miêu tả năm 1979.